# Graphium stresemanni
Graphium stresemanni là một vulnerable species of bướm ngày in the Papilionidae family. It is đặc hữu to the Indonesian island of Seram. It resembles the related Graphium weiskei, a more common species from New Guinea.